# Milan Šarić
Milan Šarić (Popovac, 2. siječnja 1951.) hrvatski je matematičar i autor. Najpoznatiji je po svojoj zbirci Najljepši logički zadaci – gimnastika uma.

## Životopis
U rodnom Popovcu završio je osnovnu školu, gimnaziju je završio u Belom Manastiru, a pedagošku akademiju u Osijeku. Živi u baranjskom mjestu Kneževu i radi u Osnovnoj školi Popovac. Ima preko 30 godine radnog iskustva, uglavnom na poslovima učitelja matematike. Njegovi su učenici osvajali prva mjesta na županijskim, regionalnim i državnim natjecanjima iz matematike.
Šarić je član državnog povjerenstva za natjecanja učenika iz matematike te član redakcije novosadskog matematičkog lista "Tangenta". Održavao je predavanja za profesore na stručnim skupovima matematičara u Požegi, Zadru, Dubrovniku, Sarajevu, Beogradu, Bijeljini i Novom Sadu. Godine 2004. promoviran je u učitelja-mentora.

## Stručni rad
Šarić je objavio sedam matematičkih članaka u različitim matematičkim listovima, od toga dva u moskovskim časopisima "Gazeta matematika" i "Kvant" (ovaj drugi je svjetski poznati ruski časopis, u kojem je Milan Šarić, prema njegovoj izjavi, jedini autor iz Hrvatske). Objavio je i deset matematičkih knjiga.

### Članci
1. "Metoda pomoćnih likova u planimetrijskim zadaćama", "Bilten seminara iz matematike za nastavnike-mentore", 1, HMD i DMM  "Pitagora", Beli Manastir, 1991.
2. "Rotacija likova u ravnini", "Matematički list", 4/1996, Beograd, 1996.
3. "Metoda pomoćnih likova", "Nastava matematike", XLI/1-2, Beograd, 1995.
4. "Metoda površina", "Tangenta", 2/1995, Novi Sad, 1995.
5. "Algebra pomaže algebri", "Triangl" 3, 1 (1999),14-18, UM BIH Sarajevo, Sarajevo, 1999.
6. "Mreža pomaže geometriji", Gazeta matematika, 41/2002, Moskva, 2002.
7. "Metoda mreža", "Kvant", 3/2003, Moskva, 2003.

### Knjige
1. "Najljepši logički zadaci – gimnastika uma", DMM "Pitagora", Beli Manastir, 1982.
2. "Mladi matematičar V", Zavod za prosvjetno-pedagošku službu Osijek, Osijek, 1983.
3. "Glavolomije", DMM "Pitagora", Beli Manastir, 1986.
4. "Matematička natjecanja u Jugoslaviji 1987.", DMM "Pitagora", Beli Manastir, 1988.
5. "Matematička natjecanja u Jugoslaviji 1988.", DMM "Pitagora", Beli Manastir, 1989.
6. "Matematička natjecanja u Jugoslaviji 1989.", DMM "Pitagora", Beli Manastir, 1990.
7. "Matematička natjecanja u Jugoslaviji 1990.", DMM "Pitagora", Beli Manastir, 1990.
8. "Metoda pomoćnih likova u planimetrijskim zadaćama", DMM "Pitagora", Beli Manastir, 1990.
9. "Matematika pomaže matematici", "Arhimedes", Beograd, 1996.
10. "Mladi matematičar", "Arhimedes", Novi Sad, 1998.

## Društveni angažman i hobiji
Aktivan je i u politici. Član je SDSS-a od njegovog osnivanja. U jednom mandatu obavljao je dužnost predsjednika skupštine općinske organizacije SDSS Popovac. Član je vijeća Općine Popovac u oba saziva i član Zajedničkog vijeća općina (ZVO).
Pored matematike velika mu je ljubav voćarstvo. Ima 1 hektar plantažnog voćnjaka i vinograda na jedno od najljepših dijelova Baranjske planine, koju su još stari Rimljani nazivali "Zlatnim brdom" (Mons aures). Na njegovoj plantaži dominira kruška viljamovka, od koje spravlja vrhunsku rakiju. Na međunarodnoj "rakijadi" u Apatinu njegova viljamovka dobila je treću nagradu. Poseban specijalitet mu je proizvodnja rakije viljamovke s plodom kruške u boci.